# Humanists International
Humanists International (cunoscută ca International Humanist and Ethical Union, sau IHEU, între 1952–2019) este o organizație umbrelă a asociațiilor umaniste, ateiste, raționaliste, seculariste, sceptice, de liberi-cugetători și de Cultură Etică din toată lumea. A fost fondată în Amsterdam în 1952, iar în 2023 are 160 organizații membre din 80 de țări.  Julian Huxley (primul director al UNESCO) a condus primul congres al organizației.
În 2002, Adunarea Generală a IHEU a adoptat unanim Declarația de la Amsterdam 2002, care sintetizează principiile fundamentale ale umanismului modern. Omul Fericit este simbolul grafic oficial al IHEU. IHEU are rol consultativ special în Consiliul Economic și Social al Națiunilor Unite (ECOSOC).
IHEU organizează un Congres Umanist Mondial la fiecare trei ani, găzduit de unul dintre membri. Următorul congres va avea loc la São Paulo, Brazilia, în 2017.